# ۱۸ محرم
۱۸ محرم هجدهمین روز سال و هجدهمین روز ماه محرم در تقویم هجری قمری است.

## وقایع
- سال دوم هجری قمری: تغییر قبلهٔ مسلمانان از بیت‌المقدس به مکه[۱]